# معين القدومي
معين وصفي القدومي، أحد أشهر الباحثين والمفكرين في الأردن، حامل لشهادة الدكتوراه في الاقتصاد، وله أبحاث ومقالات أدبية وفكرية واقتصادية، وصاحب أكبر موسوعة سؤال وجواب في العالم العربي، وهو مؤسس منتدى الحضارات للثقافة والعلوم، ولد في مدينة القدس عام 1947م، وتوفي في مدينة عمّان في الأردن 26 مارس 2012.

## مؤلفاته
- موسوعة الموسوعات، سؤال وجواب، حيث تجاوزت 80 ألف سؤال وجواب، بدأ بكتابتها منذ 1996 وإلى وفاته عام 2012.[4]
- التكامل الاقتصادي العربي.
- التخلف الشامل وهجرة الأدمغة العربية.
- من يحل المعضلة؟
- الجواهري شاعر العرب الأكبر: لا ميته الهاشمية وأصداؤها.
- في الأردن.
- حروب المياه القادمة في المنطقة العربية.
- العرب في أمريكا: واقع ومستقبل.
- الإسلام والمسلمون في أمريكا.
- الاستنساخ والإسلام.
- هموم عربية معاصرة.

## جهوده
- ترأس جمعية النخبة العربية، مقرها جنيف.
- ترأس الجامعة الثقافية العربية في العالم، مقرها الشارقة.
- ترأس النادي العربي للثقافة والفنون في الفترة 1992 - 1997.
- أسس وترأس منتدى الحضارات للثقافة والعلوم.